# Pločnik (gmina Ćićevac)
Pločnik (cyr. Плочник) – wieś w Serbii, w okręgu rasińskim, w gminie Ćićevac. W 2011 roku liczyła 516 mieszkańców.